# ФК Ел Итихад
ФК Ел Итихад (арапски језик: نادي الاتحاد) је саудијски фудбалски клуб из Џеде. Клуб је основан 1927. и најстарији је клуб у Саудијској Арабији.
Ал-Итихад је освојио осам националних шампионата, а поседује 45 трофеја, од којих су три азијска такмичења: две АФК Лига шампиона, један АФК Куп победника купова. Наслов првака АФК Лиге шампиона освојио је 2004. и 2005. године, и једини клуб који је тај успех остварио два пута за редом од реорганизације такмичења 2002. год. Клуб је играо на Светском клупском првенству у фудбалу 2005. године где су заузели четврто место након пораза у утакмици за треће место од костариканског ФК Депортиво Саприса.
Клуб има више од 8 милиона навијача у Саудијској Арабији. Међу најпознатијим играчима који су заиграли за Итихад били су нападач Хамзах Идрис, Ахмед Јамил и Ал Хасан Ал-Јами. Познати бразилски интернационалац Бебето је играо за Ал-Итихад од 2001. до 2002.
Ел Итихад је један од класичних клубова ФИФА.

## Трофеји
Клуб је освојио 51 трофеја, од којих су под организацијом ФИФЕ 31
Домаћи трофеји
- Саудијска Премијер лига:
  - Победник (10) :  1982, 1997, 1999, 2000, 2001, 2003, 2007, 2009, 2023, 2025
- Краљевски куп:
  - Победник(9) :  1958, 1959, 1960, 1963, 1967, 1988, 2010, 2013, 2018
- Принчев куп:
  - Победник (8) :  1958, 1959, 1963, 1991, 1997, 2001, 2004, 2017
- Савезни куп:
  - Победник (3) : 1986, 1997, 1999

Континентални
- АФК Лига шампиона
  - Победник (2) : 2004, 2005
- АФК Куп победника купова
  - Победник (1) : 1999

Међународни
- Светско клупско првенство у фудбалу
  - 4. место : 2005